# 智福寺 (練馬区)
智福寺（ちふくじ）は、東京都練馬区にある浄土宗の寺院。

## 概要
1625年（寛永2年）、一空上人によって開山された。元々は江戸桜田元町（現・東京都港区東新橋）に位置していたが、御用地として接収されることになったため、芝田町（現・港区三田）に移転した。ここは、かつてキリシタンを処刑した刑場跡（元和キリシタン遺跡）で、空地だったことによる。ここに寺を建てることで、処刑者の霊も浮かばれるという意図から、寺を移転したという。
ただこの地は、武蔵野台地の境界にあたるため、1911年（明治44年）のがけ崩れで墓地や建物が土砂で埋まるなど、自然災害の多い場所でもあった。1945年（昭和20年）の空襲でも被害を受けている。
1966年（昭和41年）に現在地に移転した。旧所在地とは違い、がけ崩れの被害を避ける意味で平坦地に建てられている。また建物の位置や内部の構造について、機能性を重視して建てたという。

## 交通アクセス
- 上石神井駅より徒歩10分。